# UFC Fight Night: Swanson vs. Stephens
UFC Fight Night: Swanson vs. Stephens (también conocido como UFC Fight Night 44) fue un evento de artes marciales mixtas celebrado por Ultimate Fighting Championship el 28 de junio de 2014 en el AT&T Center en San Antonio, Texas.

## Historia
El evento fue el primero que la organización ha celebrado en San Antonio. Zuffa ya organizó un evento con la promoción World Extreme Cagefighting (WEC 43) en 2009.
El evento estelar estuvo encabezado por una pelea de peso pluma entre Cub Swanson y Jeremy Stephens.
La revancha entre Rani Yahya y Johnny Bedford de su pelea en UFC Fight Night 39 iba a celebrarse en este evento. Sin embargo, Yahya fue obligado a salir de la pelea y fue sustituido por Cody Gibson.

## Premios extra
Cada peleador recibió un bono de $50,000.
- Pelea de la Noche: Cub Swanson vs. Jeremy Stephens
- Actuación de la Noche: Carlos Diego Ferreira y Ray Borg